# 요미우리 자이언츠 (2군)
요미우리 자이언츠(일본어: 読売ジャイアンツ, Yomiuri Giants)의 2군 팀은 일본의 프로 야구 구단이며, 요미우리 자이언츠 계열의 구단이다. 이스턴 리그 구단 중의 하나이며 1949년에 창단해서 1954년부터 1955년까지 신일본 리그에 있다가 1955년에 지금의 이스턴 리그에서 뛰고 있다. 홈 구장은 1군 홈구장인 도쿄 돔에서 멀지 않은 가나가와현 가와사키시 다마구에 있는  4천석 규모에 미니 야구장인 요미우리 자이언츠 구장이며 2025년 3월 오픈을 목표로 도쿄도 이나기시로 2군 구장을 건설, 이전할  계획이다.
한편, CPBL 출범 첫 해인 1990년 말 대만을 방문하였고 그 이후 주니치 (1991년) 해당 팀(요미우리 2군)(1993년) 야쿠르트 (1994년)가 시즌 뒤 대만 원정을 떠났으나 그 이후 이런저런 사정 때문에 중단됐다.

## 에피소드
당시 이승엽 선수가 2008년과 2009년에 1군 성적이 좋지 않을 때 2군에 며칠 동안 있었다고 하고 2군 경기에서도 간간히 출전을 했는데 당시 요미우리 자이언츠 육성군에서 코치 연수 중이었던 김기태가 당시 2군 타격코치와 같이 있었다고 회상을 했다.
그때 당시 김기태는 이승엽 전담코치 역할도 하면서 나중에 외국인으로는 처음으로 2군 타격코치와 3군 감독까지 했었다.
1. ↑  박상경 (2022년 1월 26일). “"싫으면 1군에 올라가!" 신인들 치 떠는 요미우리의 독특한 '전통'”. 스포츠조선. 2022년 4월 3일에 확인함.
2. ↑  “『TOKYO GIANTS TOWN』構想を中心とした 地域活性化の推進に関する稲城市との包括連携協定を締結”. 요미우리 자이언츠. 2023년 8월 24일. 2023년 11월 11일에 확인함.
3. ↑  阿佐智 (2019년 2월 26일). “楽天イーグルス、台湾遠征。台湾に遠征した日本プロ野球チームを振り返る”. 야후 재팬 뉴스. 2024년 2월 15일에 확인함.
4. ↑  이석무 (2008년 4월 18일). “'2군추락' 이승엽 "기분은 OK…1군 복귀 아직 몰라"”. 마이데일리. 2020년 10월 20일에 확인함.
5. ↑  김남형 (2012년 6월 6일). “김기태 감독, 왜 신고선수들을 중용할까”. 스포츠조선. 2020년 10월 20일에 확인함.